# Orlen Arena Oberstdorf

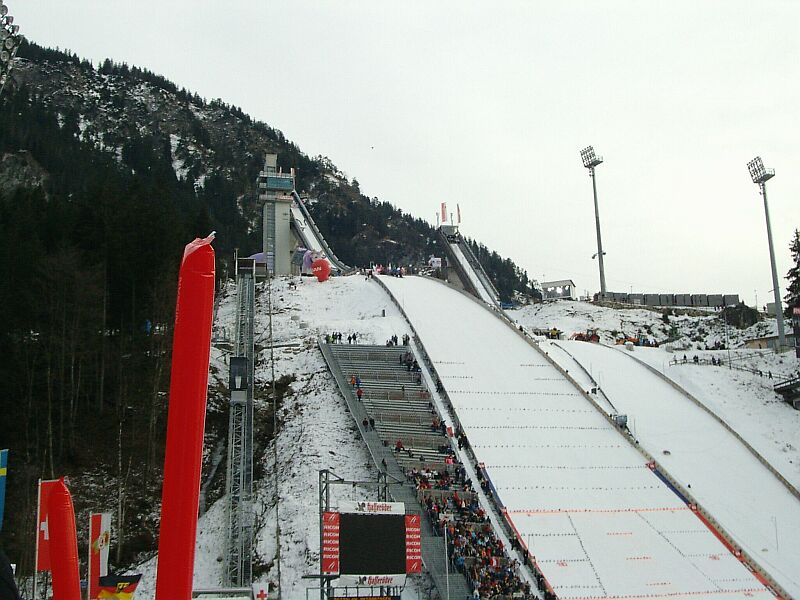
Skocznie w grudniu 2006 r.

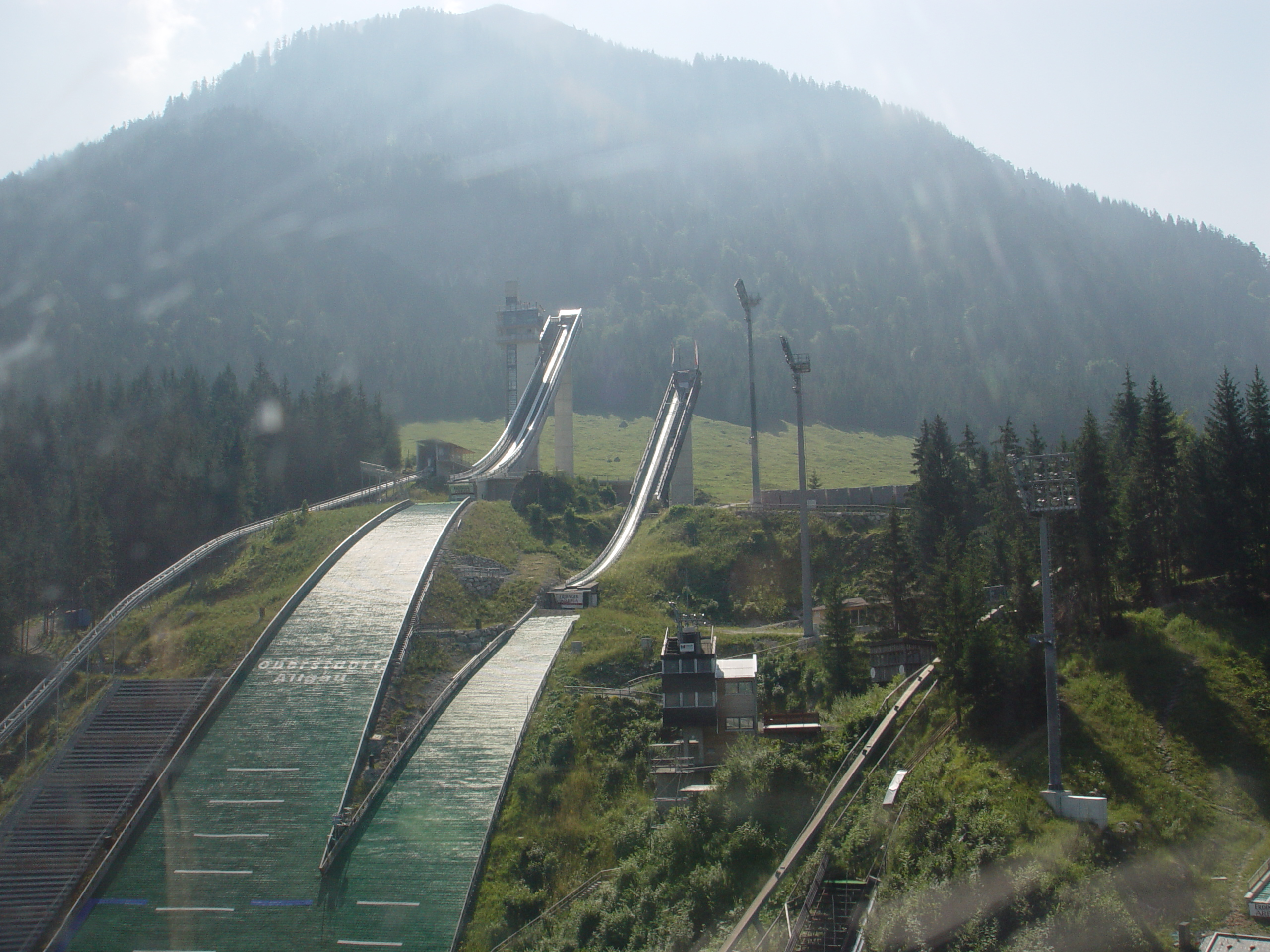
Skocznie latem

Orlen Arena Oberstdorf (w latach 2017−2022 Audi Arena Oberstdorf, w latach 2004−2017 Erdinger Arena, do 2004 r. Skisprungstadion am Schattenberg) − kompleks pięciu skoczni narciarskich, zlokalizowany w niemieckiej miejscowości Oberstdorf (Bawaria), na północno-zachodnim zboczu góry Schattenberg (1845 m n.p.m.).
Na największej skoczni kompleksu − Schattenbergschanze (pol. „Skocznia na Górze Cieni”), o punkcie konstrukcyjnym K120 i rozmiarze HS 137, corocznie odbywa się pierwszy konkurs Turnieju Czterech Skoczni. Wyposażona jest ona w sztuczne oświetlenie i trybuny na 27 005 miejsc.
W kompleksie znajduje się również jedna skocznia normalna K95 (HS 106), jedna średnia K56 (HS 60) oraz dwie małe: K30 (HS 30) i K19 (HS 20).

## Historia
Pierwsza skocznia narciarska w Oberstdorfie (Schanze auf den Halden) funkcjonowała od 1909 r., zaś jej rekordzistą był Szwajcar Bruno Biehler, który osiągnął odległość 22 m. Obiekt ten nie był jednak idealny do uprawiania skoków ze względu na silne światło słoneczne - oślepiające zawodników - oraz krótki rozbieg, uniemożliwiający dalekie próby. Sprawiło to, że klub narciarski z Oberstdorfu wraz z komitetem ds. ruchu i sportu oraz władzami miejscowego uzdrowiska postanowiły znaleźć nowe miejsce pod budowę skoczni. Zdecydowano się na teren na wschód od miasta, zlokalizowany u podnóża Schattenbergu, bowiem miejsce to było znacznie zacienione, a nieruchomość należała do gminy. Głównym inicjatorem przedsięwzięcia był dyrektor uzdrowiska − Hermann Schallhammer. Budowę - według projektu Hansa Schwendigera - rozpoczęto w połowie 1925 r., a ukończono 27 grudnia 1925. W 1930 r. przeprowadzono na niej mistrzostwa Niemiec (w latach 1901−1973 odbywały się one wyłącznie na dużych skoczniach). Obiekt podupadł podczas II wojny światowej, bowiem ostatni konkurs miał tutaj miejsce w 1941 r. Skocznię wyremontowano pod koniec 1945 r., by 1 stycznia 1946 rozegrać okazjonalne zawody noworoczne. Nowy etap w dziejach Schattenbergschanze to zaproszenie klubu SC Oberstdorf do organizacji Turnieju Czterech Skoczni, a 4 stycznia 1953 na tym obiekcie odbył się drugi konkurs premierowej edycji cyklu.
Na dwóch największych skoczniach kompleksu zostały rozegrane konkursy skoków podczas Mistrzostw Świata w 1987, 2005 i 2021 roku.
Pod koniec 2003 r. obiekt został gruntownie rozbudowany kosztem 16,6 miliona euro. Przeniesiono wówczas punkt K z 115 metra na 120 metr oraz wybudowano nowe trybuny, mogące pomieścić 27 005 osób. 26 grudnia 2004 zmieniono oficjalną nazwę kompleksu na Erdinger Arena, 1 grudnia 2017 na Audi Arena Oberstdorf, natomiast w listopadzie 2023 r. na Orlen Arena Oberstdorf. Zmiany te miały związek z pozyskaniem sponsorów tytularnych obiektu − browaru Erdinger Weißbräu, producenta samochodów osobowych Audi i koncernu Orlen.
Schattenbergschanze była jednym z pierwszych obiektów na świecie, posiadającym system chłodzenia torów lodowych.

## Skocznia duża
Najdłuższy skok na tym obiekcie oddał Gregor Schlierenzauer, osiągając 145,5 m (20 października 2007, podczas mistrzostw Austrii). 21 sierpnia 2013 podczas treningu Sarah Hendrickson uzyskała odległość 148 metrów (skok jednak zakończyła upadkiem i odniosła kontuzję kolana).

### Parametry techniczne
- Punkt konstrukcyjny: 120 m
- Wielkość skoczni (HS): 137 m
- Punkt sędziowski: 137 m
- Długość rozbiegu: 108 m
- Nachylenie progu: 11°
- Wysokość progu: 3,38 m
- Nachylenie zeskoku: 35,5°

### Rekordziści
| Lp. | Dzień           | Rok  | Zawodnik              | Odległość | Zawody                                     | Uwagi                      |
| --- | --------------- | ---- | --------------------- | --------- | ------------------------------------------ | -------------------------- |
| 1.  | 30 grudnia      | 1969 | Yukio Kasaya          | 106,0 m   | 17. Turniej Czterech Skoczni               |                            |
| 2.  | 30 grudnia      | 1975 | Toni Innauer          | 110,0 m   | 23. Turniej Czterech Skoczni               |                            |
| 3.  | 30 grudnia      | 1984 | Ernst Vettori         | 116,0 m   | 32. Turniej Czterech Skoczni Puchar Świata |                            |
| 4.  | 30 grudnia      | 1987 | Pavel Ploc            | 117,0 m   | 35. Turniej Czterech Skoczni Puchar Świata |                            |
| 5.  | 30 grudnia      | 1993 | Jens Weißflog         | 124,5 m   | 41. Turniej Czterech Skoczni Puchar Świata |                            |
| 6.  | 29 grudnia      | 1996 | Kristian Brenden      | 125,0 m   | 44. Turniej Czterech Skoczni Puchar Świata |                            |
| 7.  | 29 grudnia      | 2000 | Jani Soininen         | 127,5 m   | 49. Turniej Czterech Skoczni               | seria próbna; nieoficjalny |
| 8.  | 29 grudnia      | 2000 | Martin Höllwarth      | 126,0 m   | 49. Turniej Czterech Skoczni Puchar Świata |                            |
| 9.  | 29 grudnia      | 2000 | Stefan Horngacher     | 127,5 m   | 49. Turniej Czterech Skoczni Puchar Świata |                            |
| 10. | 29 grudnia      | 2000 | Adam Małysz           | 132,5 m   | 49. Turniej Czterech Skoczni Puchar Świata |                            |
| 11. | 29 grudnia      | 2000 | Martin Schmitt        | 133,0 m   | 49. Turniej Czterech Skoczni Puchar Świata |                            |
| 12. | 29 grudnia      | 2003 | Sigurd Pettersen      | 134,0 m   | 52. Turniej Czterech Skoczni Puchar Świata | rozbudowa z K115 na K120   |
| 13. | 29 grudnia      | 2003 | Thomas Morgenstern    | 140,0 m   | 52. Turniej Czterech Skoczni Puchar Świata |                            |
| 14. | 29 grudnia      | 2003 | Sigurd Pettersen      | 143,5 m   | 52. Turniej Czterech Skoczni Puchar Świata |                            |
| 15. | 20 października | 2007 | Gregor Schlierenzauer | 144,0 m   | Mistrzostwa Austrii                        | rekord letni; nieoficjalny |
| 16. | 20 października | 2007 | Andreas Kofler        | 144,0 m   | Mistrzostwa Austrii                        | rekord letni; nieoficjalny |
| 17. | 20 października | 2007 | Gregor Schlierenzauer | 145,5 m   | Mistrzostwa Austrii                        | rekord letni; nieoficjalny |
| 18. | 21 sierpnia     | 2013 | Sarah Hendrickson     | 148,0 m   | trening                                    | upadek                     |

## Skocznia normalna
Funkcjonują dwie nazwy skoczni normalnej: Allgäu Arena (odnosi się do regionu, w którym leży Oberstdorf) i Schattenbergschanze (od nazwy góry, na której wybudowano skocznię). W październiku 2011 r. została zakończona rozbudowa obiektu, po której punkt konstrukcyjny został przeniesiony z 90 metra na 95 metr, a rozmiar skoczni z 100 metra na 106 metr.

### Rekordziści
| Lp. | Dzień           | Rok  | Zawodnik              | Odległość | Zawody               | Uwagi                               |
| --- | --------------- | ---- | --------------------- | --------- | -------------------- | ----------------------------------- |
| 1.  | 20 lutego       | 1987 | Vegard Opaas          | 90,0 m    | MŚ 1987              | rekord oficjalny                    |
| 2.  | 5 sierpnia      | 2001 | Stephan Hocke         | 98,5 m    | Puchar Kontynentalny |                                     |
| 3.  | 4 sierpnia      | 2002 | Frank Löffler         | 101,5 m   | Puchar Kontynentalny | konkurs drużynowy                   |
| 4.  | 19 lutego       | 2005 | Rok Benkovič          | 101,0 m   | MŚ 2005              | rekord oficjalny                    |
| 5.  | 20 lutego       | 2005 | Rok Benkovič          | 102,0 m   | MŚ 2005              | seria próbna, rekord nieoficjalny   |
| 6.  | 2 października  | 2005 | Andreas Wank          | 102,0 m   | Puchar Alp           |                                     |
| 7.  | 2 października  | 2010 | Lukas Greiderer       | 102,0 m   | Puchar Alp           |                                     |
| 8.  | 21 października | 2011 | Johannes Rydzek       | 105,0 m   |                      | po przebudowie (z HS-100 na HS-106) |
| 9.  | 24 lutego       | 2021 | Marius Lindvik        | 106,5 m   | MŚ 2021              | trening, rekord nieoficjalny        |
| 10. | 25 lutego       | 2021 | Marita Kramer         | 109,0 m   | MŚ 2021              | rekord kobiecy                      |
| 11. | 26 lutego       | 2021 | Halvor Egner Granerud | 105,5 m   | MŚ 2021              | kwalifikacje, rekord oficjalny      |